# Warburton Creek
O Rio Warburton (em inglês:  Warburton Creek ou Warburton River) é um rio da Austrália, que desagua no Lago Eyre.